# Route départementale 21 (Hautes-Pyrénées)
Pour les articles homonymes, voir Route départementale 21.
La route départementale 21, ou RD 21, est une route départementale des Hautes-Pyrénées reliant Séméac à Sariac-Magnoac.

## Descriptif

### Longueur
L'itinéraire présente une longueur de 48,6 km.

### Nombre de voies
La RD 21 est sur la totalité de son tracé bidirectionnelle à deux voies.

### Tracé
La RD 21 traverse le département d'ouest en est à l'est de l’agglomération de Tarbes, à partir de Séméac depuis la route départementale D 817 et rejoint Sariac-Magnoac jusqu’à la limite du Gers.
Elle coupe du nord au sud la route départementale D 929, au niveau de Castelnau-Magnoac.
Elle relie l'unité urbaine de Tarbes au Magnoac.
Elle raccorde le Pays de Tarbes et de la Haute Bigorre au Pays des Coteaux.

## Communes traversées
- Séméac
- Sarrouilles
- Laslades
- Coussan
- Goudon
- Peyriguère
- Orieux
- Sère-Rustaing
- Bugard
- Bonnefont
- Sentous
- Libaros
- Campuzan
- Hachan
- Betpouy
- Barthe
- Organ
- Castelnau-Magnoac
- Sariac-Magnoac

## Gestion, entretien et exploitation

### Organisation territoriale
En 2021, les services routiers départementaux sont organisés en cinq agences techniques départementales et 25 centres d'exploitation qui ont pour responsabilité l’entretien et l’exploitation des routes départementales de leur territoire. 
La RD 21 dépend des agences du Pays de Tarbes et de la Haute Bigorre et du Pays des Coteaux et des centres d'exploitation de Pouyastruc et de Castelnau-Magnoac.

### Exploitation
En saison hivernale, le département publie une carte des conditions de circulation (C1 circulation normale, C2 délicate, C3 difficile, C4 impossible).

## Galerie

Sélection de vues des villages traversés.
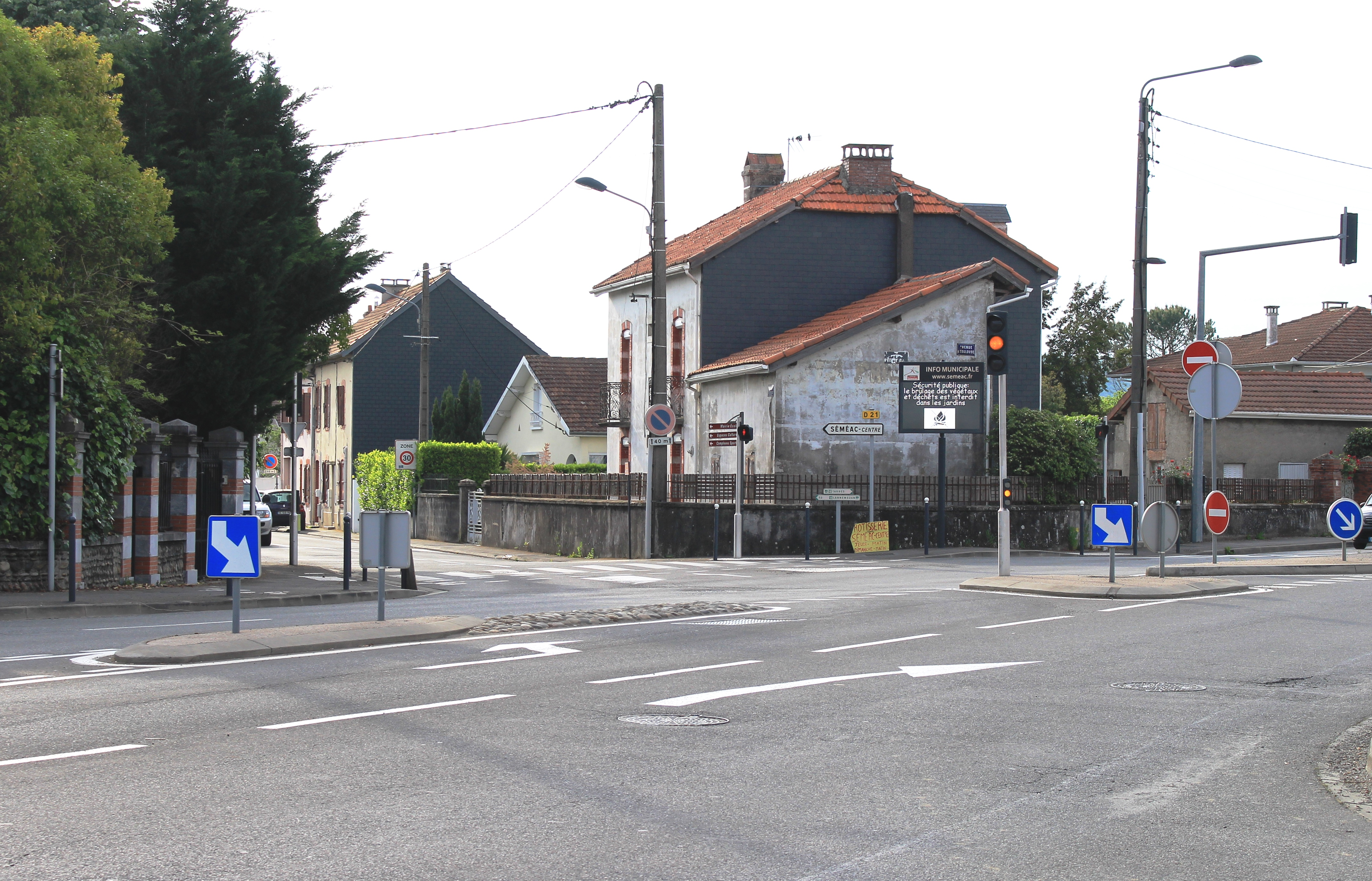
Début de la route.
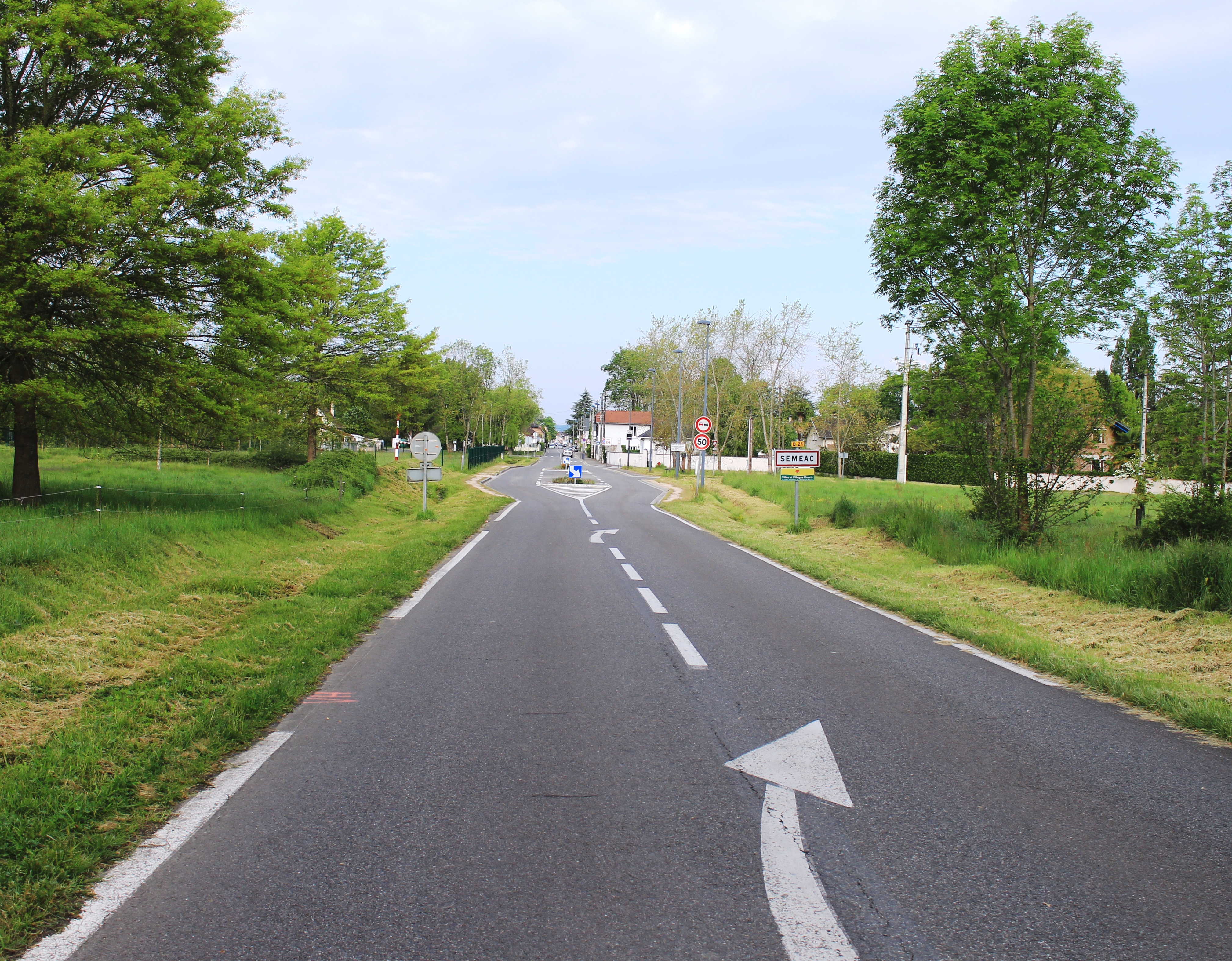
Entrée Est de Séméac.
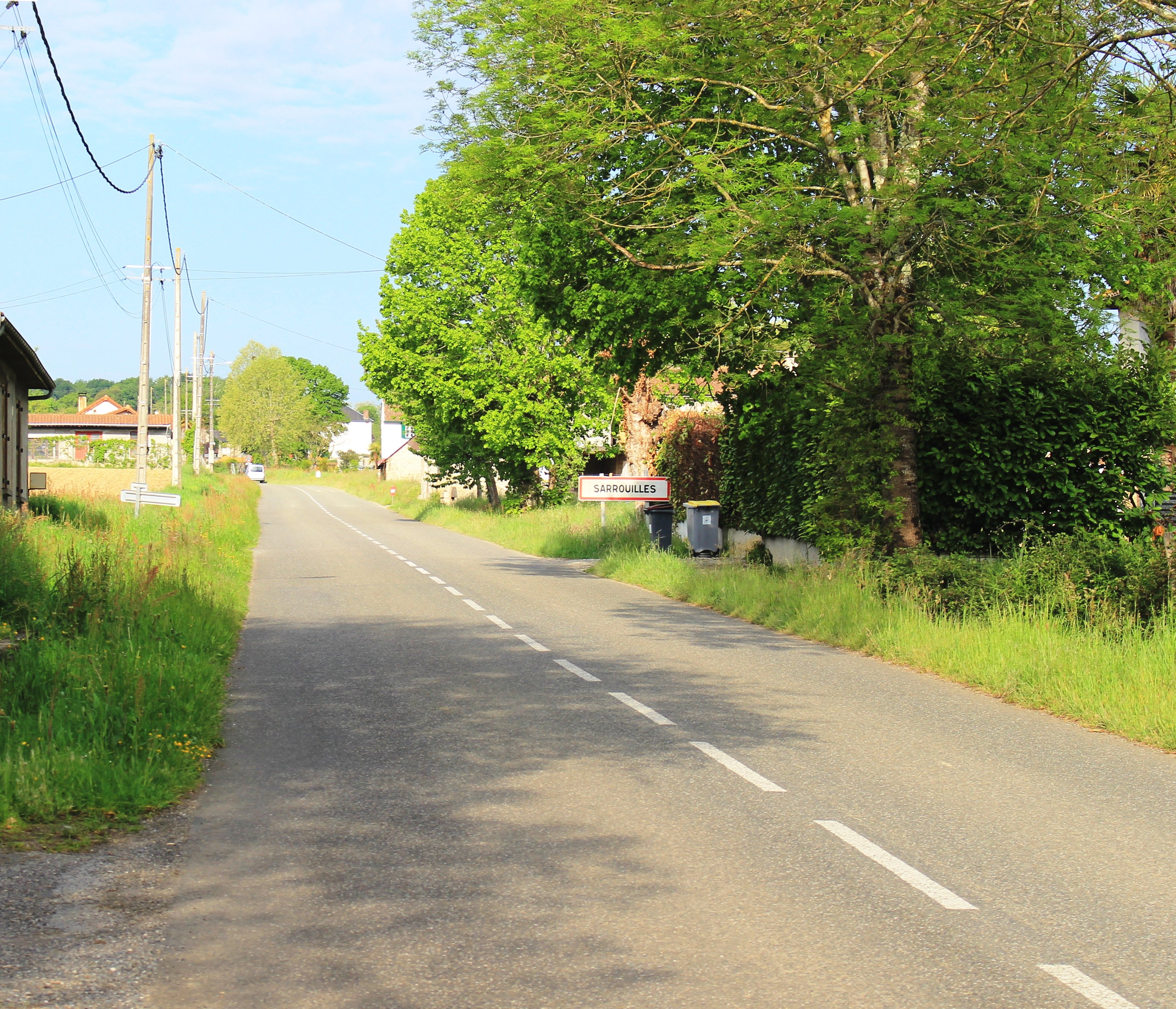
Entrée Nord de Sarrouilles.
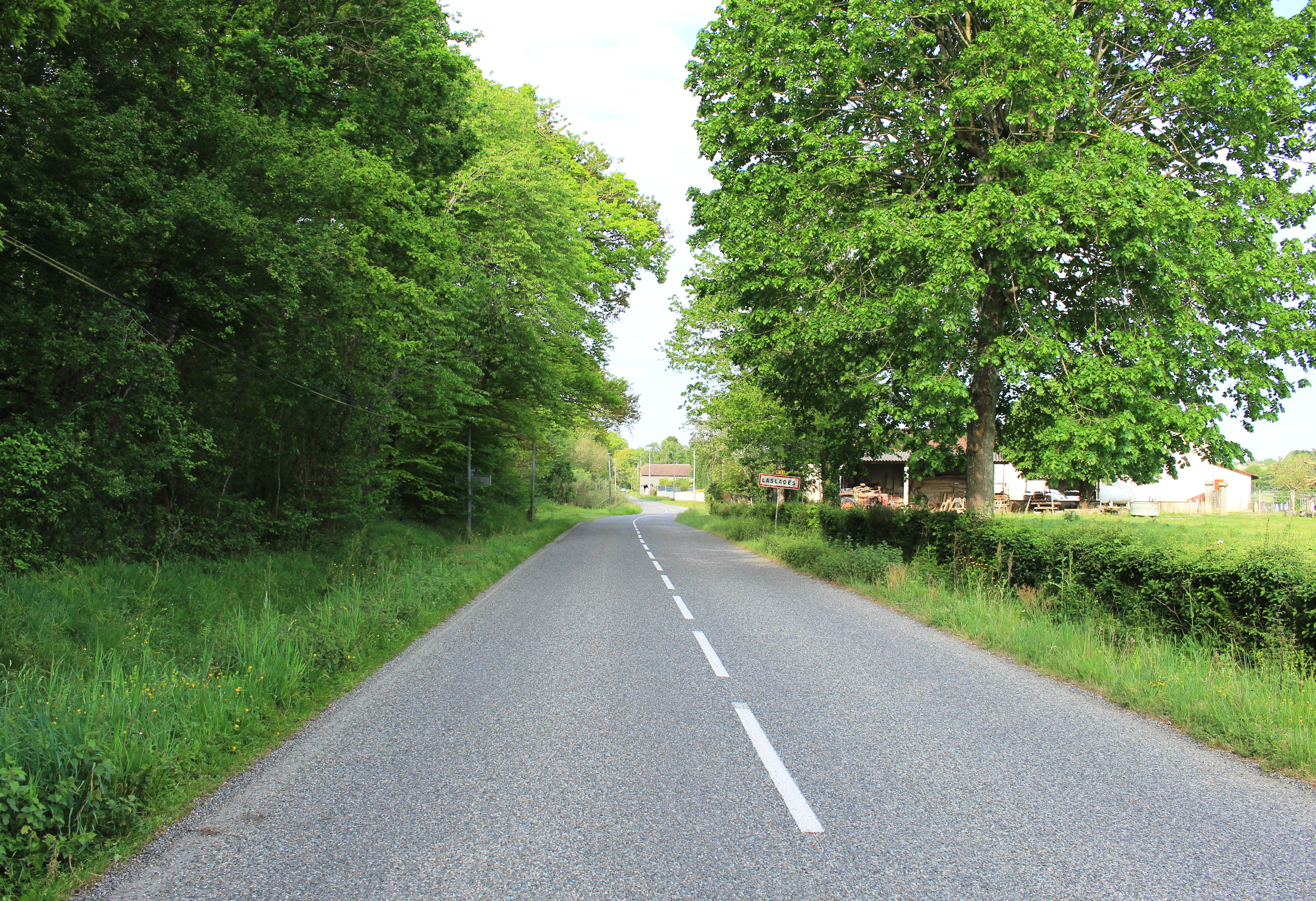
Entrée Nord de Laslades.
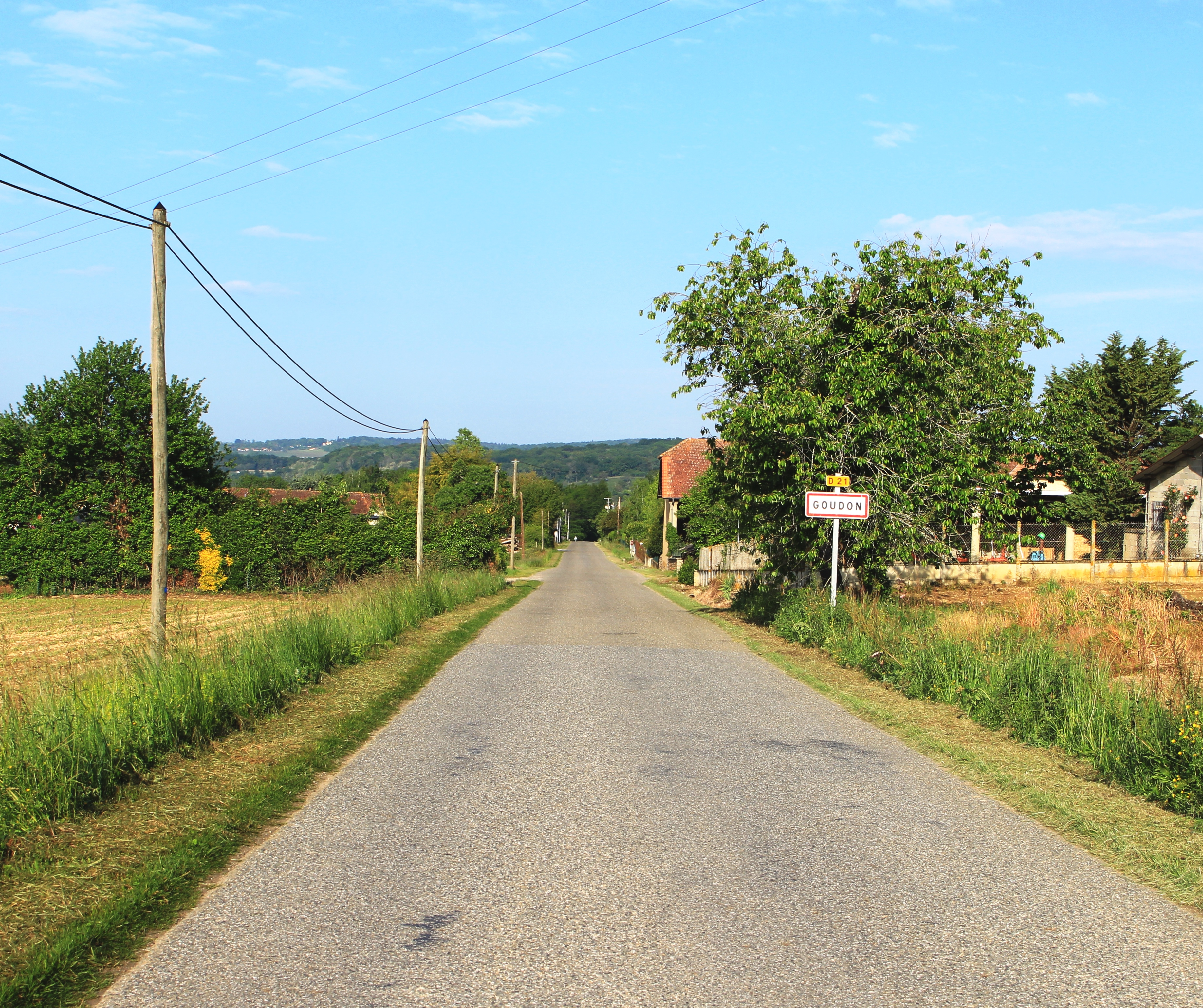
Entrée Est de Goudon.
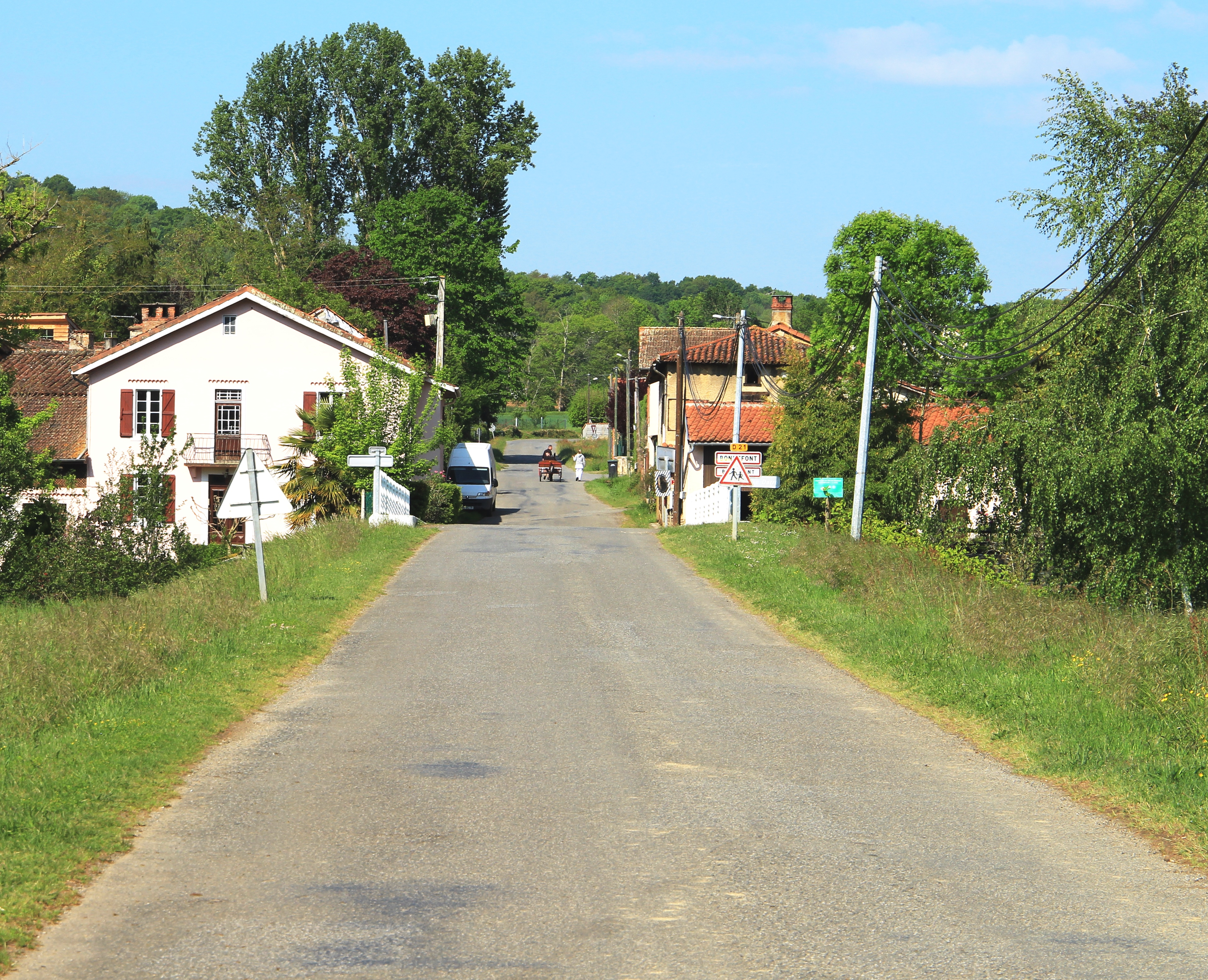
Entrée Est de Bonnefont.

Sélection de vues des villages traversés.
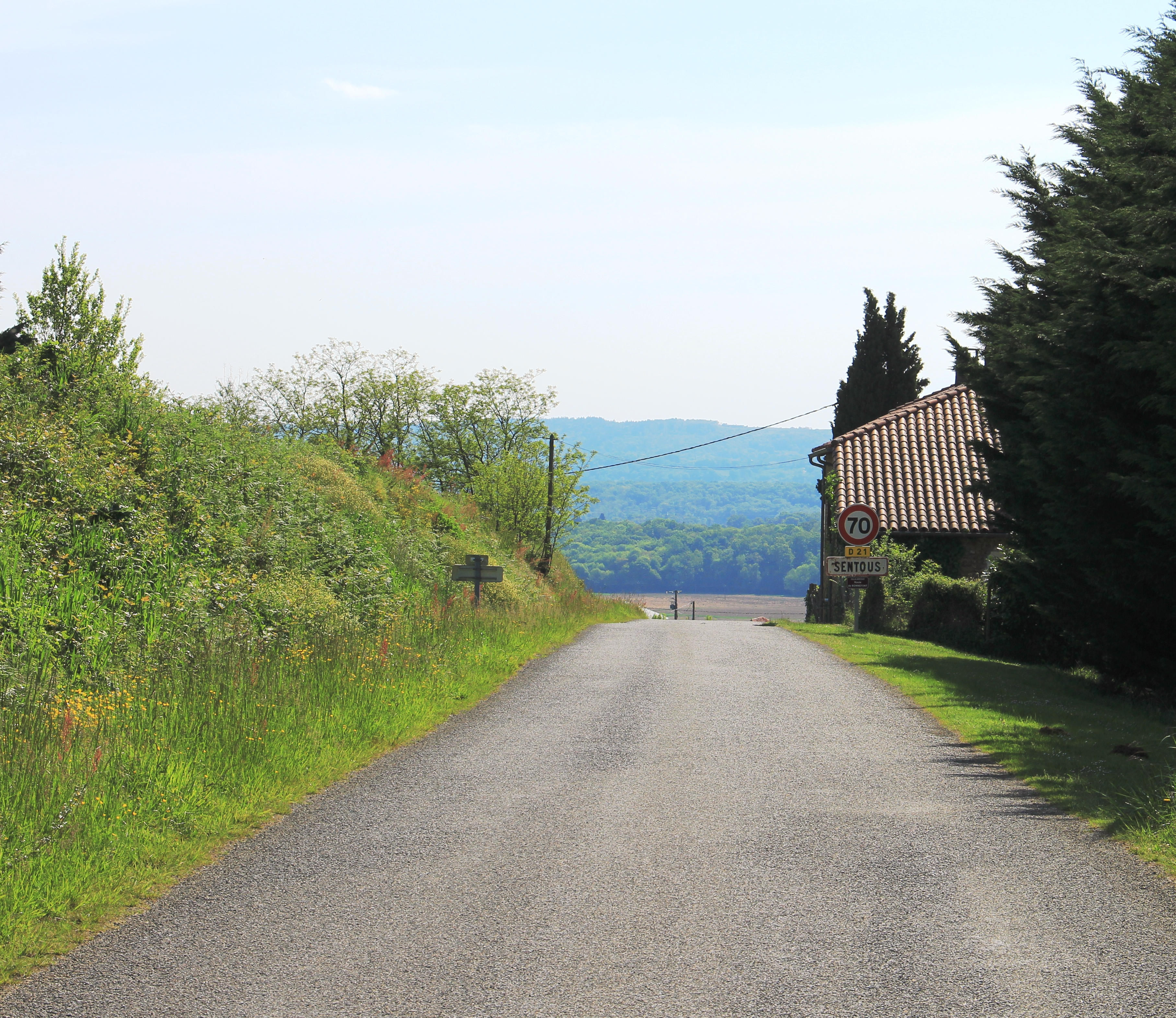
Entrée Ouest de Sentous.
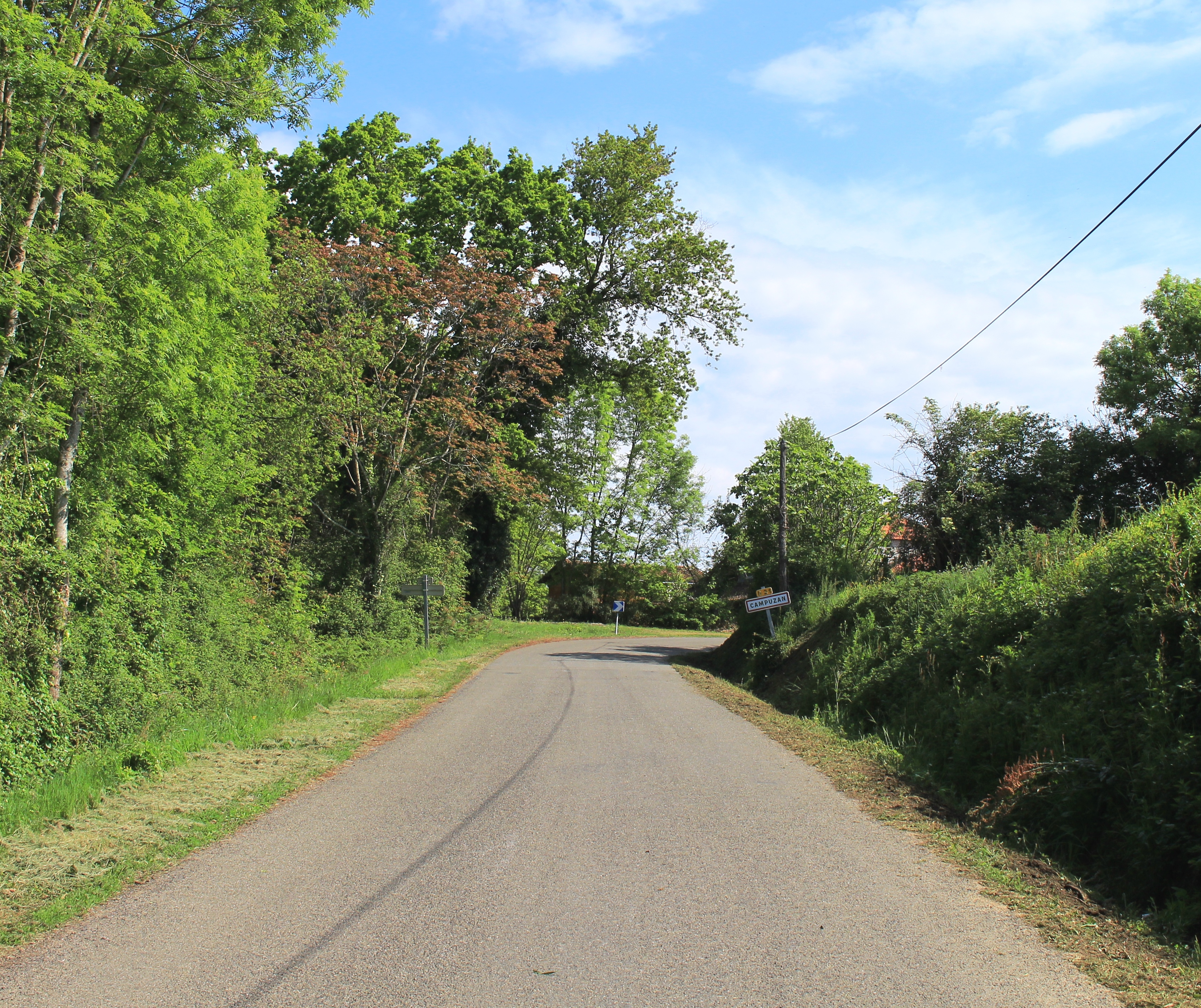
Entrée Ouest de Campuzan.
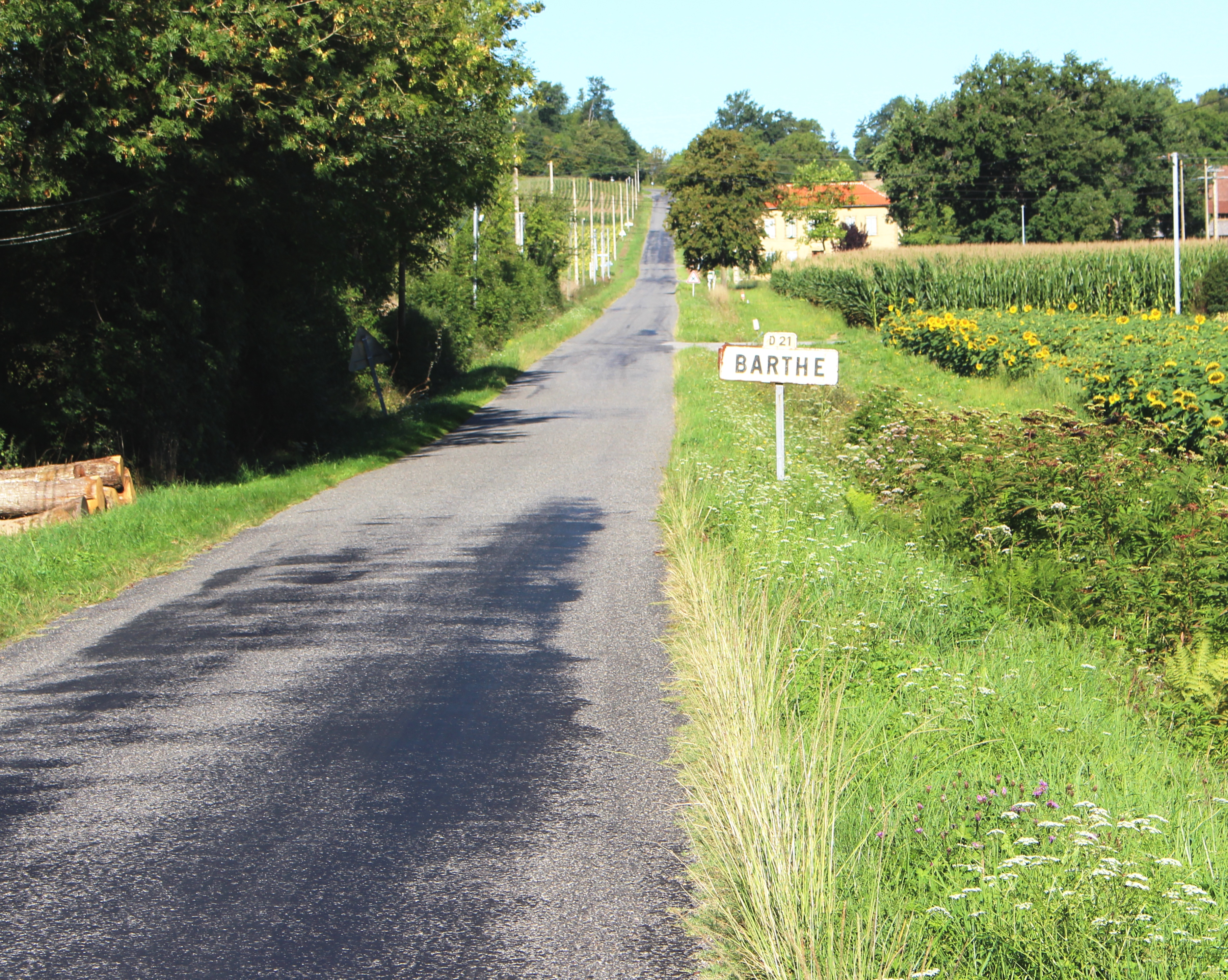
Entrée Est de Barthe.
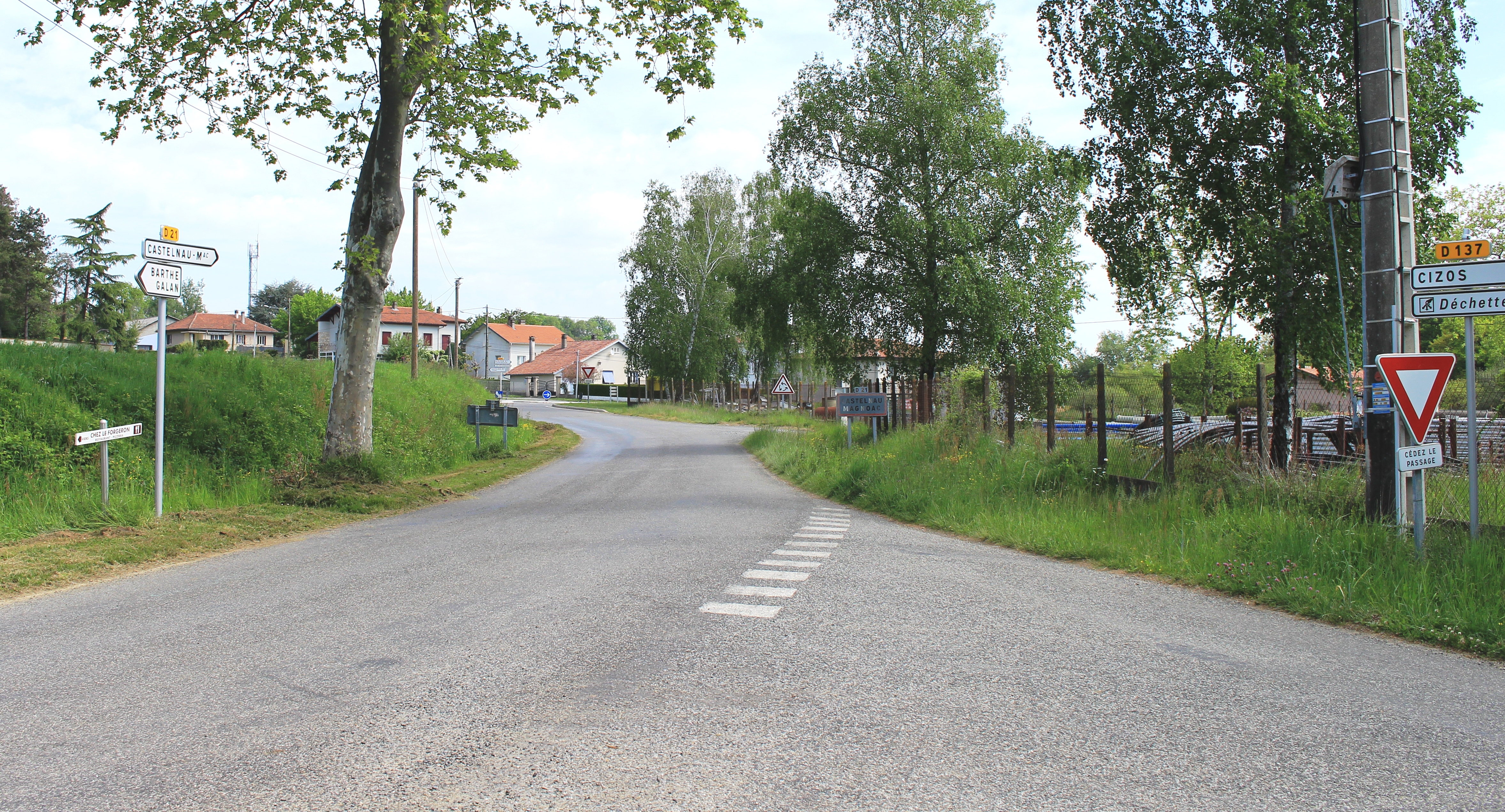
Entrée Sud-Ouest de Castelnau.
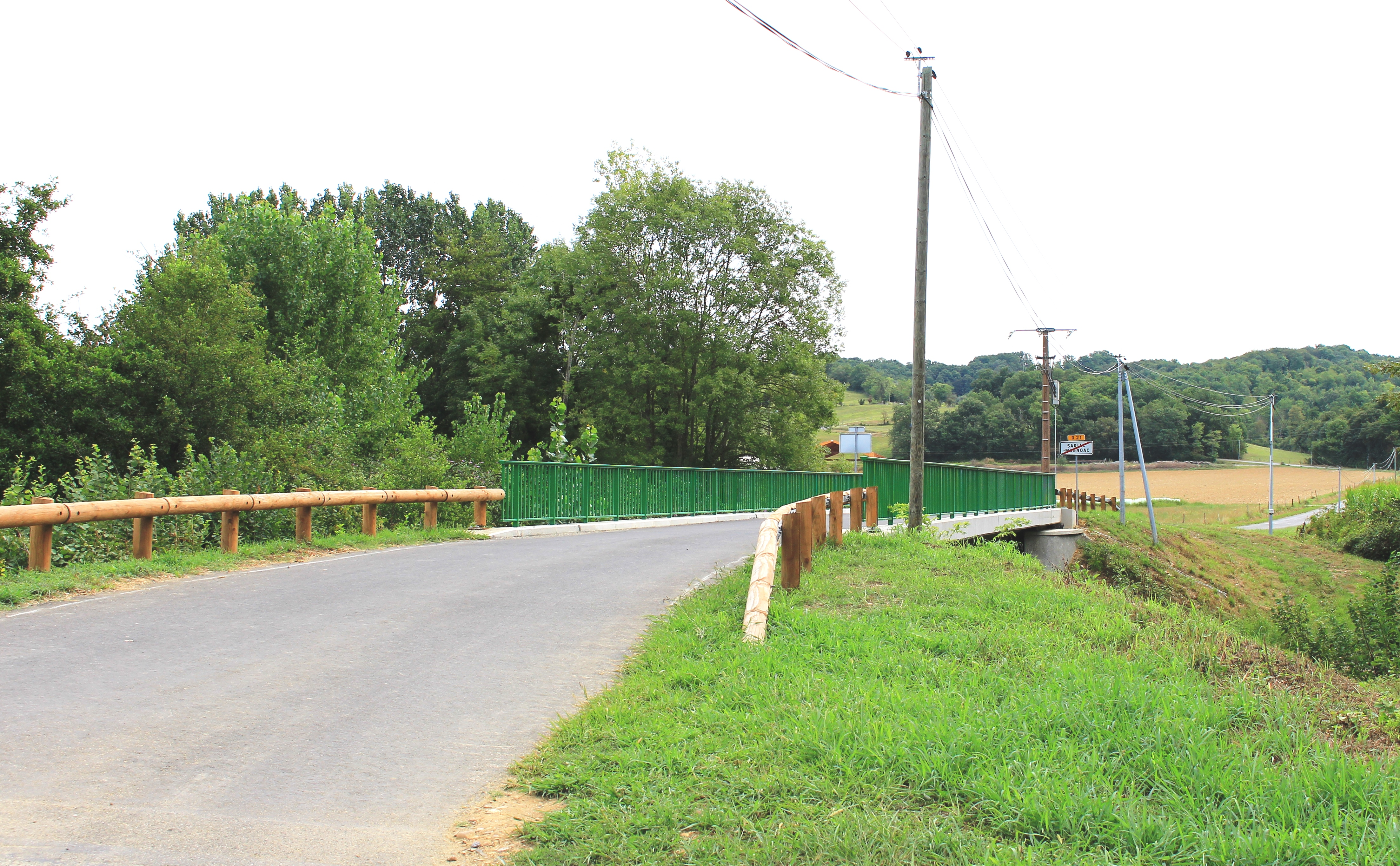
Sortie Est de Sariac-Magnoac.